# Bonneuil-en-France
Bonneuil-en-France ist eine französische Gemeinde mit 1179 Einwohnern (Stand 1. Januar 2022) im Département Val-d’Oise in der Region Île-de-France. Sie hat das größte Gemeindegebiet und die höchste Einwohnerzahl und -dichte der Gemeinden im Kanton Villiers-le-Bel. Die Einwohner werden Bonneuilleux oder Bonneuillois genannt.

## Geografie
Bonneuil-en-France liegt an der Grenze des Départements Val-d’Oise zum Département Seine-Saint-Denis 14 Kilometer nordöstlich von Paris. Nachbargemeinden von Bonneuil-en-France sind Arnouville im Norden, Gonesse im Nordosten, Le Blanc-Mesnil im Südosten und Garges-lès-Gonesse im Westen. Das Gemeindegebiet umfasst 471 Hektar, die mittlere Höhe beträgt 47 Meter über dem Meeresspiegel, die Mairie steht auf einer Höhe von 49 Metern.
Bonneuil-en-France ist einer Klimazone des Typs Cfb (nach Köppen und Geiger) zugeordnet: Warmgemäßigtes Regenklima (C), vollfeucht (f), wärmster Monat unter 22 °C, mindestens vier Monate über 10 °C (b). Es herrscht Seeklima mit gemäßigtem Sommer.

## Geschichte
In gallo-römischer Zeit (52 v. Chr. bis 486 n. Chr.) führte die Römerstraße von Senlis (Augustomagus) nach Paris (Lutetia) durch das heutige Gemeindegebiet von Bonneuil-en-France. Diese Straße wurde auch im Mittelalter noch genutzt. Damals verband sie Paris mit Meaux. 832 wurde Bonneuil-en-France als Bonogilo als Besitz der Abtei von Saint-Denis urkundlich erwähnt.
Die Seigneurie Bonneuil wurde 1379 von Pierre de Chastel erworben, im 15. Jahrhundert gehörte sie Pierre d’Harsicourt, einem Chevalier des Königs Karl VII. (1403–1461). 1425 konfiszierte John of Lancaster, 1. Duke of Bedford (1389–1435) im Zuge des Hundertjährigen Kriegs (1337–1453) die Seigneurie für Heinrich VI. von England (1420–1471). Im 16. Jahrhundert gelangte die Seigneurie in den Besitz der Familie Thou und fiel 1643 an die Familie Harlay.
1793 erhielt Bonneuil-en-France unter dem Namen Bonneuil den Status einer Gemeinde und 1801 durch die Verwaltungsreform unter Napoleon Bonaparte (1769–1821) ebenfalls unter dem Namen Bonneuil das Recht auf kommunale Selbstverwaltung. Von 1790 bis 1964 gehörte die Gemeinde zum ehemaligen Département Seine-et-Oise, dann kurzfristig zum Département Yvelines und schließlich noch im gleichen Jahr zum Département Val-d’Oise.

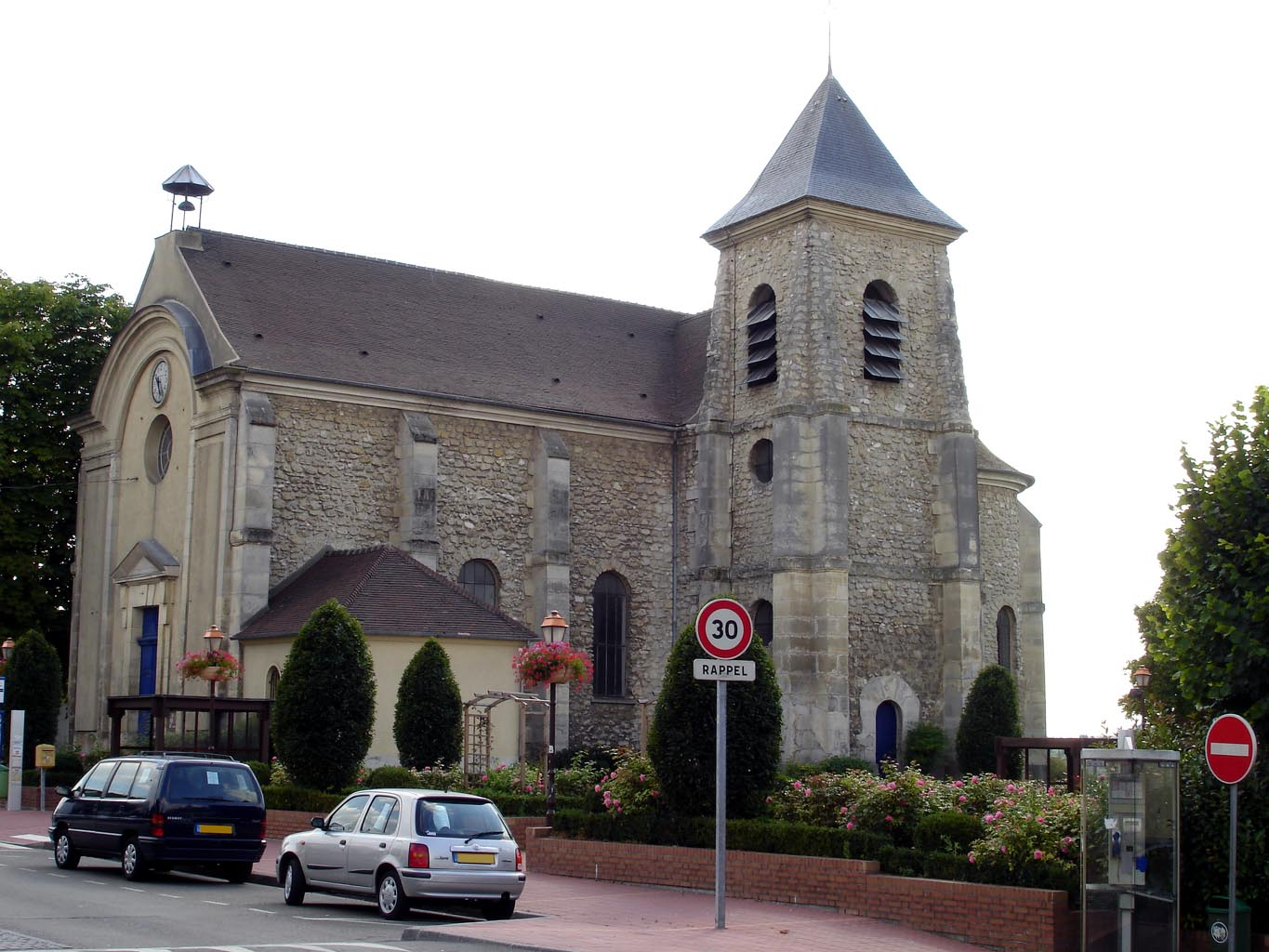
Die Kirche Saint-Martin

## Einwohnerentwicklung
| Jahr      | 1962 | 1968 | 1975 | 1982 | 1990 | 2009 | 2011 | 2021 |
| --------- | ---- | ---- | ---- | ---- | ---- | ---- | ---- | ---- |
| Einwohner | 654  | 597  | 561  | 529  | 707  | 710  | 712  | 1166 |

## Kultur und Sehenswürdigkeiten
Schutzpatron der von 1768 bis  1773 erbauten Kirche Saint-Martin ist Martin von Tours. In der Kirche befindet sich ein denkmalgeschütztes Relief aus dem 18. Jahrhundert, das Martin von Tours als Reiter der Römischen Legion zeigt, der seinen Mantel einem Bettler schenkt. Das Kunstwerk wurde im Jahr 2000 als Monument historique klassifiziert. Bonneuil-en-Franc gehört zur römisch-katholischen Pfarrei Arnouville des Dekanats Gonesse, das Teil des Bistums Pontoise ist.

## Wirtschaft und Infrastruktur

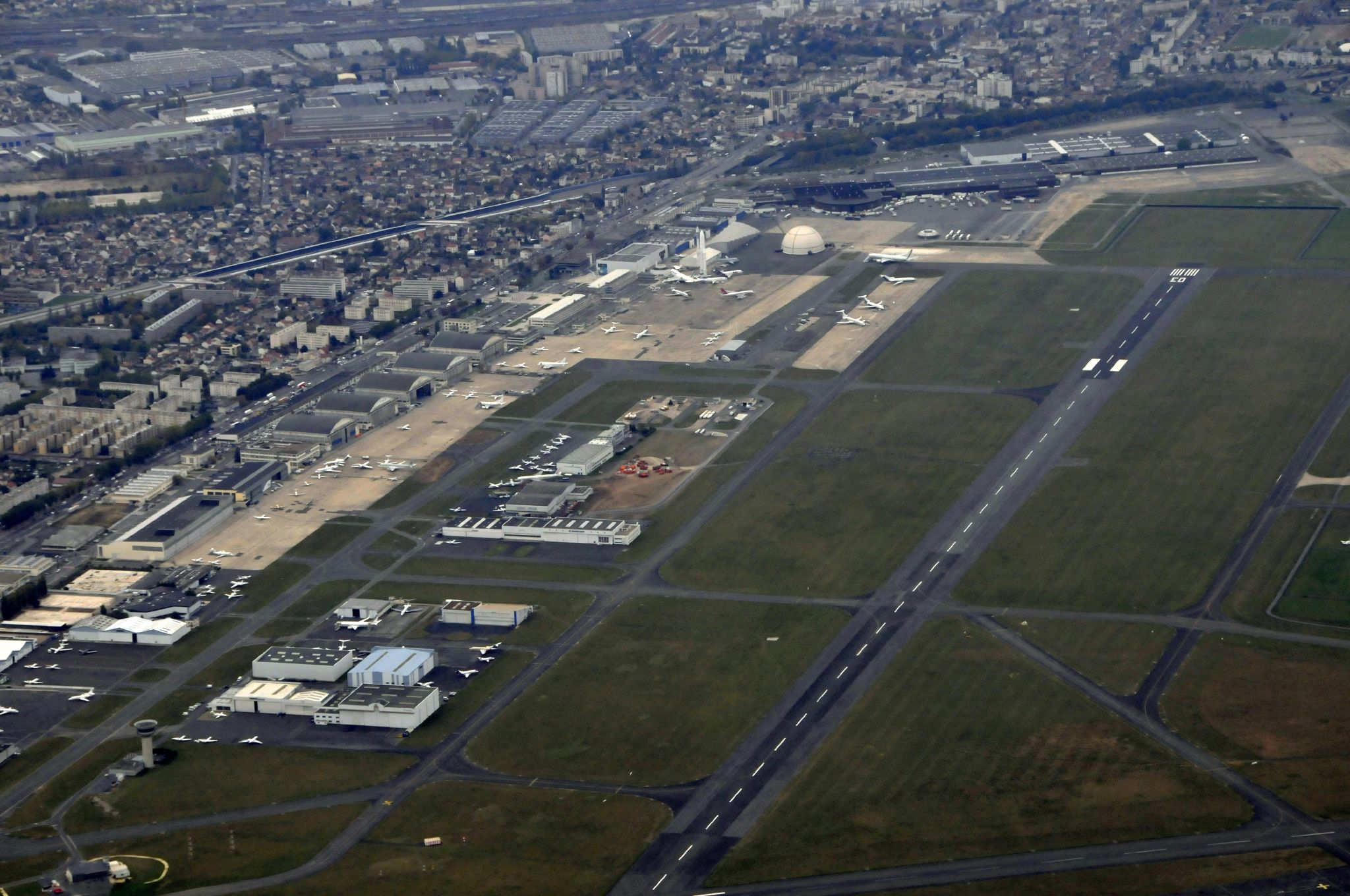
Blick auf den Flughafen Le Bourget

Auf dem Gemeindegebiet liegt ein Teil des Flughafens Le Bourget. Der Flughafen wurde während des Zweiten Weltkriegs (1939–1945) zerstört. Nach dem Krieg wurde er wieder in Betrieb genommen und diente bis in die 1970er Jahre als Zivilflughafen. Heute beherbergt er ein Museum.
Im Jahr 2009 waren 12,5 Prozent der Erwerbstätigen in der Gemeinde beschäftigt, die anderen waren Pendler. 5,1 Prozent der 15- bis 64-Jährigen waren im Ruhe- oder Vorruhestand. 15,9 Prozent der Arbeitnehmer waren arbeitslos.
Es gibt eine Grundschule in der Gemeinde. Weiterführende Schulen gibt es in Arnouville (Collège) und Gonesse (Lycée).